# Ulf Thorsell
Ulf Thorsell (* 18. März 1956; † 8. Juni 2021) war ein schwedischer Tischtennisspieler mit seiner aktiven Zeit in den 1970er Jahren. Er nahm an vier Weltmeisterschaften und mindestens vier Europameisterschaften teil und holte dabei in den Mannschaftswettbewerben eine Gold-, eine Silber- und zwei Bronzemedaillen. Die Goldmedaille gewann er mit Schweden bei der Europameisterschaft 1980.

## Werdegang
Ulf Thorsell war Linkshänder. Erste internationale Erfolge erzielte er bei Jugend-Europameisterschaften. Hier siegte er 1972 und 1973 im Einzel und im Doppel mit Christer Hafn. Mit Ann-Christin Hellman kam er 1972 und 1973 ins Mixed-Endspiel, das jeweils gegen die Engländer Desmond Douglas/Linda Howard  verloren ging.
Von 1973 bis 1981 nahm er an vier Weltmeisterschaften teil. Dabei wurde er 1975 und 1977 im Teamwettbewerb Dritter. Ebenfalls mit der Mannschaft wurde er 1980 Europameister und 1976 Vizemeister. Viermal war er beim europäischen Ranglistenturnier TOP12 vertreten, wo er 1980 in München mit dem zweiten Platz hinter seinem Landsmann Stellan Bengtsson am besten abschnitt.
1979 schloss sich Ulf Thorsell dem deutschen Bundesligaverein SSV Heinzelmann Reutlingen an. Mit dessen Herrenmannschaft wurde er 1980 und 1981 Deutscher Pokalsieger, gewann 1980 den europäischen Messepokal und siegte 1981/82 im Europapokal der Landesmeister. 1982 spielte er bei den Stuttgarter Kickers, 1983 wechselte er zum TTC Frickenhausen, dem er 1984 zum Aufstieg in die Bundesliga verhalf.
In der ITTF-Weltrangliste wurde Ulf Thorsell Anfang 1977 auf Platz 13 bis 16 geführt.